# 불광산불타기념관
불광산불타기념관은 문화, 종교, 교육을 통해 대승불교 박물관이고 대만 가오숑시 따쑤구에 세워져 있다. 동시에 대만에 가장 규모적인 종교기관으로 유명한 불광산사와 잘 연계되어 있다. 불타기념관은 석가모니불로 상징되며 부처님의 진신사리가 모셔져 있는 공간이다.
2003년에 기공식을 시작하고 2011년 12월에 개방되기 시작이었다. 2014년에 불타기념관은 국제박물관협회(ICOM)에서 인정을 받고 가장 젊은 정식회원으로 되었다. 2011년부터 개방되기 시작 후에 트립 어드바이저(Tripadvisor)의 대만 십대 경치로 입선되었고 2015년에 에너지관리공단 ISO 50001 인증을 받게 되었다.

## 연혁

### 기원
- 1998년 2월에 성운대사께서 삼단대계(三壇大戒)를 전수하러 인도로 가시게 되면서, 치아사리(佛牙)를 친견할 수 있는 길이 열렸다.
- 꽁가도제린포체(KungaDorjeRinpoche)는 정법구주(正法久住) 차원에서 열두분의 덕망 높은 린포체(Rinpoche: 티베트불교의 영적지도자에 대한 존칭)들의 승인을 얻어, 치아사리를 법계중생들을 제도하려는 큰 뜻을 가지신 성운대사께 전달하기로 하였다.
- 불타기념관의은 2003년에 안기식(기공식)을 갖고, 9년에 걸친 공사기간을 거쳐 2011년 12월 25일부터 개방하기 시작하였다.
- 성운대사께서 불관을 세운 목적은 불타를 대중들에게 더 널리 알리고, 불타를 가까이 함과 동시에 수행으로 깨우침을 얻게 하는 데 있다. 불타를 공경하는 것뿐만 아니라, 더 중요한 것은 대중들의 필요를 고려하여 세운 것이라고 뜻을 밝히시고 있다.

### 설립이념
성운대사께서 말하시길 “불타기념관은 역사적 건설이며 인간마음을 실현한 건설이다. 이곳은 공간을 초월한 곳이며 대중적이고 누구나 필요하면 언제든지 불타기념관을 찾아오시면 된다. 이곳은 또한 문화적이고 교육적인 곳이기도 하다. 개인, 가정, 학교, 기관단체 등 누구든지 여기에서 만남을 가질 수 있으며, 불타기념관을 둘러싼 어느 공간에서든 배움을 가질 수 있다.” 라고 하셨다.

### 목표
1. 문예화 文藝化 - 예술을 통한 불교
2. 영화화 電影化 - 영상을 통한 불교
3. 인간화 人間化 - 인류애를 통한 불교
4. 국제화 國際化 - 국제상호교류를 통한 불교

### 사명
1. 48개의 지하궁(地宮)：인간문명의 지혜를 지속보존하며, 인간공통기억을 구성한다.
2. 생명교육(生命教育)：문화예술을 통해 생명교육을 추진하며, 녹색 환경보호에 앞장서다.
3. 양안교류(兩岸交流)：중국(中國)과 대만(台灣)의 교류를 통해, 중화문화(中華文化)의 부흥을 촉진한다.
4. 불교예술(佛教藝術)：불교예술전시에 정진하며, 학술세미나를 개최한다.
5. 공공서비스(公共服務)：존중 및 포용, 자원공유, 성실한 서비스를 제공한다.

### 핵심 가치
- 세가지 좋은 것(三好)：좋은 일하기, 좋은 말하기, 좋은 마음 품기

- 네 가지 주는것(四給)：사람들에게 믿음을 주기, 기쁨을 주기, 희망을 주기, 편의를 주기

## 시설안내
불타기념관은 동쪽을 향해 세워져 있으며 넓이는 100 헥타르이다. 안기식(기공식)부터 공사가 완성될 때까지 건물 외부 설계도를 100여 장 그려서 계속 고쳐 있기에 본관은 주요한 건물을 기준으로 앞쪽에 팔탑(八塔), 뒤쪽에 불광대불, 남쪽에 영취산(靈山), 그리고 북쪽에 기원(祇園)에 세워져 있다. 본관에 중심선을 동쪽부터 서쪽까지 순서로 예경대청, 팔탑, 포토존, 보리광장, 본관, 그리고 불광대불이 세워져 있다.

### 예경대청
- 불타기념관에 들어서면 가장 먼저 크고 웅장한 자태로 우뚝 서있는 예경대청이 있다. 예경대청은 예경제불이라는 뜻이 보함되며 지하 1층하고 지상 3층이 보함된 건축이다.
- 안내데스크에서는 여행정보, 짐보관, 환전, 전람자료, 지도 배부 등을 제공하며, 휠체어 대여, 유모차, 불타기념관 투어예약 등을 무료로 제공하고 있다. 대청 내에 기념품점, 채식식당과 스넥코너 등을 포함한 여러 상점들이 입점해 있다.
- 우측의 코끼리는 부처님께서 흰 코끼리를 타고 태몽에 나타난 것을 상징하여 코끼리로 부처님의 탄신을 기념하는 것이며, 좌측의 사자는 부처님의 설법이 마치 사자처럼 우렁차서 사람을 탄복하게 하여 중생들이 꿈속에서도 깨닫고 자아성찰을 하게 한다는 의미이다.[2]

### 팔탑 八塔

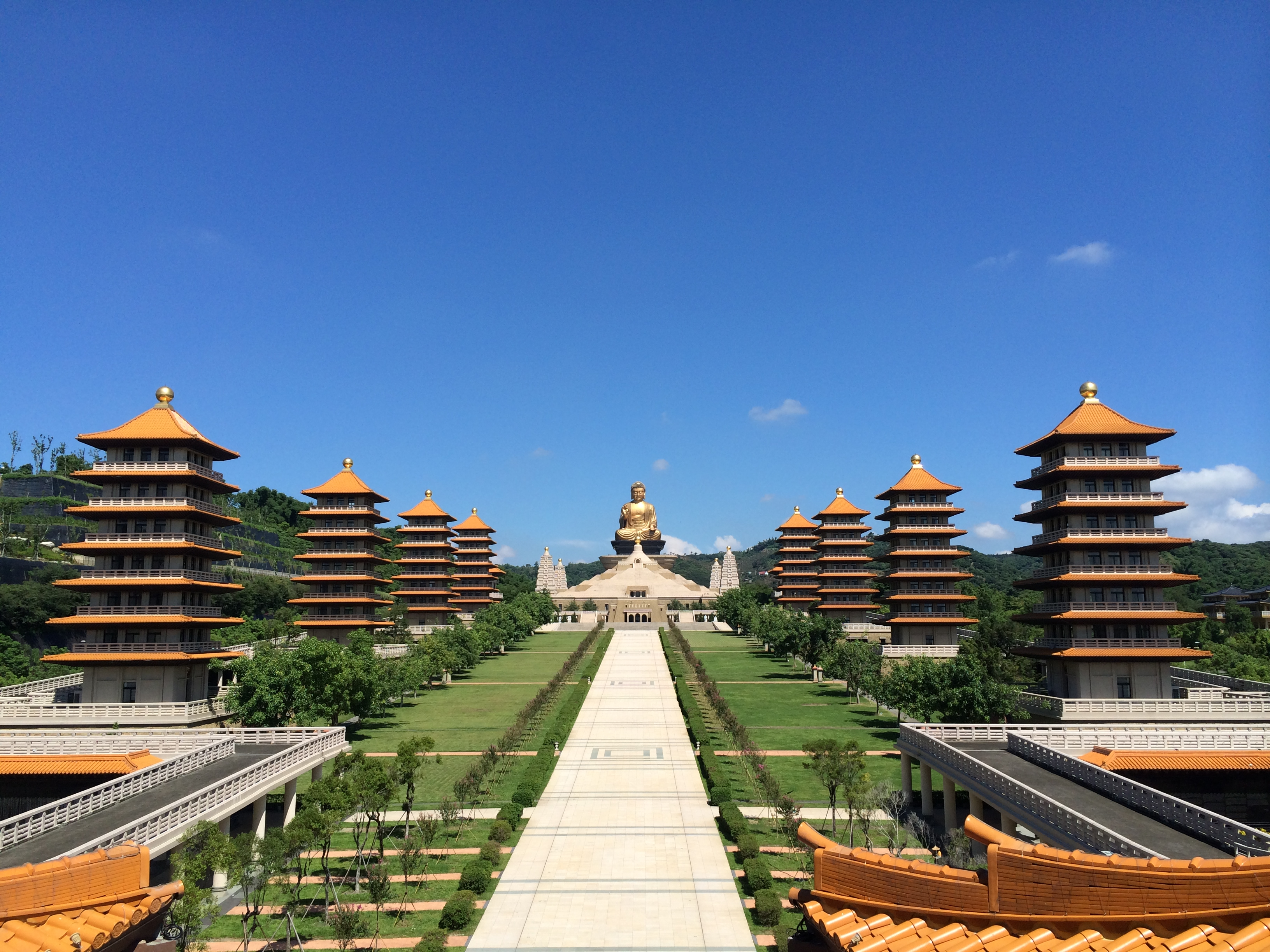
불광대불과 팔탑

본관 앞에 있는 여덟 개의 칠층보탑들은 불교 팔정도를 상징한다.

#### 일교탑 一教塔
일교는 인간불교(人間佛教)를 말하는 것이다. 성운대사께서는 인간불교는 “부처님께서 말씀하신것, 세상사람들이 원하는 것, 정화한 것, 선미한 것이고 행복한 인생을 실현해시키는데 도움이 되는 교법은 다 인간불교이다.” 일교탑이 평소에 회의, 활동, 수업 등 공능를 제공한다. 자원봉사자강의, 교육훈련 등 수업에 대해 각 학교 및 단체가 장소신청은 가능하다.

#### 이중탑 二眾塔
이중은 출가중하고 재가중이 포함된 뜻이다. 어린이들을 위하여 설계한 삼호아동관(三好兒童館)은 성운대사의 “좋은 일을 하고, 좋은 말을 하고, 좋은 마음을 가져라”라는 삼호운동사상을 바탕으로 설계되었다. 이중탑에서는 어린이들의 눈높이에 맞추어 영상, 놀이활동 등을 통하여 삼호정신을 즐겁게 배울 수 있다.

#### 삼호탑 三好塔
“삼호”라는 것은 신구의(身口意) 삼업(三業)의 몸으로는 좋은 일을 하고 입으로는 좋은 말을 하며 마음으로는 좋은 생각을 갖는 뜻이다. 삼호탑이 종합사무실이며 회의실, 면회실도 세워져 있는 현대적인 다기능 공간이다.

#### 사급탑 四給塔
사급탑은 불광산의 네 가지 주는것(四給)은 사람들에게 믿음을 주기, 기쁨을 주기, 희망을 주기, 편의를 주기는 것으로 명명되었다. 이 공간은 문화광장으로써 대중들에게 다양 책, 그리고 편한 황경을 제공한다. 성운대사께서는 “책을 읽을 통해 좋은 사람이 되기, 이치를 깨닫기, 인연을 깨우치기, 마음을 이해하기”는 구절로 독자들을 권면한다. 탑 안에는 부모와 자녀하고 같이 제미있게 놀고 배울 수 있는 공간을 제공한다.

#### 오화탑 五和塔
오화탑은 경사의 집으로, 이곳에서는 각종 축복의 예를 진행할 수 있다. 불교식혼례, 리마인드웨딩, 성년식, 생일잔치와 같은 축하행사가 가능하며 가족들과 함께 아름다운 추억을 만들 수 있고 단체사진도 찍을 실 수 있다.

#### 육도탑 六度塔
육도탑은 보시(布施), 지계(持戒), 인욕(忍辱), 정진(精進), 선정(禪定), 지혜(智慧)의 여섯가지 ‘육도'의 실천적인 실행의 내용이다. 내에서는 공익신탁성운대사교육기금회도 세워져 있으며 성운대사님의 일필자 서예작품들도 전시하고 있다. 3D 영화를 관람하며 일필자 탁본도 체험해 볼 수 있다. 90세 되어신 성운대사께서는 마음하고 불법으로 일필자를 쓰신다.

#### 칠계탑 七誡塔
칠계는 즉 “아편을 피우지 말것 마약을 하지 말것, 색정(色情)을 저지르지 말것, 폭행을 쓰지 말것, 도둑질 하지 말것, 도박을 하지 말것, 무절제하게 술을 마시지 말것, 악구(惡口)를 하지 말것”을 뜻한다. 칠계를 실행을 통하여 개인부터, 가족, 사회까지 선미하고 정화한 “긍정적인 에너지”가 형성될 수 있다. 칠계탑은 접대실로써 찾아오시는 사람들에게 차하고 쉬는 공간을 제공한다.

#### 팔도탑 八道塔
팔도(八道)는 팔정도(八正道)라는 뜻이다. 즉 정견(正見), 정사유(正思惟), 정어(正語), 정업(正業), 정명(正命), 정정진(正精進), 정념(正念), 정정(正定)이다. 중생들이 열반해탈(涅槃解脫)을 이를 수 있는 8가지의 바른 길(正道)을 말한다.
방문객의 더 넓은 이해를 돕기 위해 약10여분 길이의 홍보영상을 제공하고 있으며 참관을 마치신 방문객들은 이곳에서 잠깐의 휴식을 취할 수도 있다.

### 쌍각루 雙閣樓
- 연꽃이 피어있는 연못 옆의 금색 건물이 쌍각루이다. 쌍각루 외부는 생태교육의 장소로도 이용되고 있다.
- 쌍각루 이층에서는 다도로 차와 선이 주는 다선일미를 느낄 수 있으며 기관과 단체의 예약이 가능하다. 쌍각루 삼층에서는 사경체험도 할 수 있다.

### 보리광장 菩提廣場
- 포토존으로 올라가는 계단은 모두 37개이며, 이는 37도품(깨달음에 이르기 위한 서른 일곱 가지 수행법)에 담긴 뜻에서 따온 것이다. 앞쪽의 본관은 인도 양식과 뒤쪽의 팔탑은 중국 양식으로 건축되었다. 그래서 방문객들이 본관을 향하면 사진을 찍으면 인도식 배경이되고, 반대방향에서는 중국식 탑과 중국식 궁전 양식을 배경으로 찍을 수있다.
- 보리광장은 길이와 넓이는 각 100미터이며 야외행사도 자주 진행한다. 예를 들면 사랑과 평화 종교기원법회, 부처님 예찬 음악회, 전통극 연출, 그리고 삼호카니발 등 행사를 개최되었다.
- 주변에서도 십팔나한하고 팔종조사라는 조각상도 세워진다.

### 본관 本館
- 본관은 돔 형태로 만들고 기반은 황사암(黃砂岩), 외부는 돌로 구성되어 만들어졌으니 인도식 건축하고 닮하다. 뾰족탑 아래에 장경각에서는 백만부의 반야심경을 저장하고 ‘백만심경입법신(百萬心經入法身)’ 백만 명이 사경한 것을 모아 부처님의 법신에 봉납하여 천년만년 길이 후대에 남기고자 하는 발원에서이다.

#### 전당 殿堂
본관 이층 중심선으로 세 개의 전당이 세워진다. 순서로 관음전, 금불전, 옥불정에 있다.

##### 관음전 觀音殿
관음전 정면에는 대만의 여성 유리 예술가 양회산(楊惠姍)의 탈납주조법(脫蠟鑄造法)으로 만들어진 천수천안관세음보살이 있다. 법당의 원형벽면은 평면 유리에 새겨진 서른 세 폭의 관음화상이 에워싸고 있다. 각 관음화상마다 세 개의 거울이 세워져 있어 서로를 비추며 끝없는 형상을 반복하여 보여준다.

##### 금불전 金佛殿
금불전에서 모시고 있는 금불상은 2004년에 태국 승왕(僧王)으로부터 받은 불상으로 이는 대승불교와 소승불교의 교류와 조화를 상징한다. 네 개의 거울 기둥에는 대승불교의 경전이 쓰여져 있다. 예불을 마친 후에는 법어상자(法語箱)에서 법어를 뽑아 볼 수 있다.

##### 옥불전 玉佛殿
옥불전에는 미얀마에서 온 백옥으로 조각된 와불상이 모셔져 있으며 와불상의 상단에는 부처님의 치아사리가 모셔져 있다. 와불상의 좌우에는 부조형태의 옥조각품으로, 다양한 색으로 표현된 <동방유리세계>와 <서방극락세계>가 각각 와불상 옆을 지키고 있다. 전당 양쪽 벽면을 가득 채우고 있는 향목에는 부처님의 사리가 모셔져 있는 세계 각국의 다양한 형식의 불탑들이 조각되어 있다.

#### 상설전시
본관 1층에는 네 개의 상설전시장이 있다. 정태적이고 동태적, 과학기술과 전통적인 것을 조화되어 관광객들이 여러가지의 시각으로 불교문화에 가까이 알 수 있도록 한다.

##### 불교지하궁전 복원실 佛教地宮還原館
- 불교지하궁전복원실 안에는 “법문사(法門寺)”, “관음(觀音), 석함(石函), 사리병(舍利瓶)”, “예불(禮佛器物)” 및 “조각비석” 등 4개 전시구역이 있다. 그중에 수록된 134조의 불교문물은 진단(震旦)그룹 회장인 진용태(陳永泰).진백옥엽(陳白玉葉) 부부가 발심(發心)하여 수십년간에 수집한 각 지하궁전문물을 기부했다.

##### 불교경축일 전시관 佛教節慶館
불교경축일전시관에서는 관람객들이 각 월별 불교명절에 대해 다양한 매체들을 이용한 활동을 통해 불교명절과 불교를 친숙하게 체득하는 프로그램으로 짜여져 있다. 성운대사께서는 삼보절(三寶節)을 주제로 설계하시며 불보절(佛寶節)로 음력 4월 8일에 부처님오신알, 승보절(僧寶節)로 음력 7월15일, 법보절(法寶節)로 음력 12월 8일 부처님깨달은날을 합쳐러 삼보절로 한다. 이들 경축일은 부처님하고 보살들의 자비와 지혜의 정신을 나타내는 동시에 불교와 민간의 전통사상、습속(習俗)이 조화되어 발전하는 특색을 나타냈다. 대중들이 부처님하고 보살들의 자심비원(慈心悲願), 공덕(功德)에 따라 자기자신을 격려하고 부처님하고 보살들의 보제정신(普濟精神)을 배우고 실천하도록 희망한다.

##### 불광산종사관 佛光山宗史館
불광산종사관은 대중들이 불광산의 개산역사와 미래에 대한 발전을 알 수 있게 설개하여 성운대사가 인간불교를 추진하시고 발전시키는 역사를 여실히 기록했다. 전시는 시간을 종축으로 여러가지의 설명을 인용한다. “탄생(出生)”으로부터 “출가(出家)”, “바다를 건너 대만에 왔다”, “우리의 불교가 왔다”, “불광산의 창립”, “부처님의 빛이 오대주(五大洲)에 두루비춘다” 등 6개의 부분으로 나누어 성운대사의 성장배경과 사상을 알기 쉽게 나타낸다. 동시에 불광산의 사대종지(四大宗旨)인 “문화를 통한 불법포교” , “교육을 통한 인재양성”, “자선(慈善)을 통한 복지사회”, “수행을 통한 심신정화” 등 네 개 영역으로 인간불교가 어떻게 불교를 현대화시키는 것에 대해 소개한다.

##### 불처님의 일생 전시관 佛陀一生館
- “불처님의 일생” 4D 애니메이션은 불처님의 일생을 주제로 성운대사가 제공한 대본으로 4D극장과 벽화, 글씨, 음향, 명도, 오디오 및 비디오를 통해 인터랙티브스마트 전시방법으로 부처님이 시교리희(示教利喜)를 하기 위해 인간세상에 태어남의 본신(本懷)를 드러낸다.

- 4D 영화관으로 두 편의 영화 부처님의 일생(佛陀的一生), 가난한 여인의 등공양(貧女一燈)를 상영한다. 영화를 감상한 후에 전시관을 둘러보며 부처님의 일생에 대해 더 알아 볼 수 있는 시간이 될 것이다.

#### 대각당 大覺堂
- 본관 이층에는 천장이 높은 아치형으로 설계되어 관람객 2,000 명이 보함된 극장과 수행장소로써의 역할이 가능한 대각당이 있다. 대각당내의 행사 현장을 보고 있다면 마치 인간불국에 와 있는 것처럼 생동감으로 가득찰 것이다. 관람객들은 이곳 대각당에 와서 평온과 기쁨을 가져 갈 수 있다. 개관한 지 관람객들에게 수많은 국제적인 공연행사를 무료로 제공되어 있다.

#### 사성제탑 四聖塔
- 사성제탑은 비탑, 원탑, 지탑, 행탑으로 이루어졌으며 각각 자비를 상징하는 관세음보살, 원력을 상징하는 지장보살, 지혜를 상징하는 문수보살, 실천을 상징하는 보현보살의 정신과 상응한다. 사성제탑 각 내부에는 사대보살상이 모셔져 있다.

#### 불광대불 佛光大佛
불광대불은 본관 뒤에 세워져 있고 불타기념관의 경계표로써 전체는 108미터 높이고 불상은 50미터 높이다. 1,872 톤의 청동으로 이용하며 만들어졌다. 전세계에서 가장 높은 청동으로 만든 좌불이 된다.

## 48개의 지하궁전 48個地宮
불타기념관에는 48개의 지하궁전이 본관 지하에 설계되었고 그 시대를 반영하는 물품들을 묻을 예정이다. 이 지하궁전은 백년마다 한 개의 지하궁이 열릴 것이며, 미래의 후손들이 지금의 인류문화를 기억하며 펼쳐볼 수 있기를 기다리고 있다. 불타기념관에서는 이러한 취지를 이해하고, 역사성과 예술성인 띠고 있으며 시대상을 대표하는 물품들을 기부할 국내외 인사들의 많은 참여를 바라고 있다.

## 예술

### 입체부조 立體浮雕
회랑벽면에 새겨져 있는 입체부조예술은 성운대사의 창의적인 생각하고 불교예술의 새로운 재현이다. 부조예술을 통해 대중들에게 마음의 지혜를 받을 수 있게 생명의 소중함을 느낄 수 있게 설계되었다.

#### 불타행화도 佛陀行化圖
불타기념관은 보리광장의 양측 회랑벽면에는 쓰찐후에이(施金輝) 선생님의 부조작품 22점으로 구성된 “불타행화본사(佛陀行化本事)”가 전시되어 있다. 그와 함께 성운 대사님의 일필자로 담아낸 22점의 고덕게어(古德偈語)가 서로 조화를 이루며 전시되어 있다. 이는 부처님의 일생에 중요한 홍화업적(弘化事蹟)과 교법(教法)을 서화형식으로 전시한 것이다.

#### 선화선화 禪話禪畫
1993년 중국의 저명한 화가 가우 알 타이(高爾泰), 푸 샤우 위(蒲小雨) 부부가 미국 서래사에서 참선하는 기간 동안에,《성운선화星雲禪話》를 주제로 백여점의 참선이야기를 그렸다. 그의 화풍의 정수는 예술가의 깨달음이다. 불타 기념관은 그중에서 40여 점을 골라, 예 쎈 밍 (葉先鳴)선생이 시멘트 공법으로 제작•조각하고, 진 밍 치(陳明啟) 선생이 채색하여 작품을 완성하였다. 마치 살아 움직일 것 같은 부조 작품들은 보는 이들에게 끊임없이 선(禪)의 의미를 일깨워 주고 있다.

#### 호생도 護生圖
회랑 외벽에 새겨져 있는 《호생도》 70여 점의 부조는 성운대사께서 구상하신 것이며, 홍일대사의 시문을 비롯해, 화가 펑즈카이의 작품이다. 성운대사는 이러한 예술품을 통하여 불교에 대해 더 배울 수 있고 가까이 할 수 있는 계기가 되기를 바라며 자비로움과 사랑을 알리며, 살생을 금하고 선하게 살아 갈 것을 사람들에게 희망하고 있다.

#### 유면한 서예가들은 쓰신 서예의 벽
예경대청에서 본관으로 이어지는 양쪽의 긴 회랑은 비바람을 피하기 위하여 설계되었다. 각각 254m의 길이로 이어진 벽면에는 불타기념관을 지지해주는 수 천 곳의 사찰들과 수 만 명의 후원자들이 이름이 새겨져 있다. 또한 벽면에는 인도 고전의 성스러운 손짓인 무드라와 불광채근담에 나오는 내용이 함께 새겨져 있다.

### 일필자 一筆字
- 성운대사의 일필자 서예작품들이 불타기념관에서 모든 벽면에서도 보일 수 있다.
- 육도탑에서 성운대사의 일필자 서예작품을 전시하고 있는 상설관도 세워져 있다.

### 조각 石雕
조각예술은 굳세고 질박한 아름다움이 있다. 국제적인 예술가 오영시 선생님이 지혜로운 마음과 솜씨 좋은 손으로 중국 췐저우(泉州) 흰 돌(白石)을 팔종조사(八宗祖師)로 조각하며, 췐저우(泉州) 초록색인 돌(青石)을 십팔나한(十八羅漢)으로 조각했고 나타낸 표정과 모습은 영절스럽다. 참관자들에게 불교의 현자(賢者)를 이해하여 그들과 같이 되기를 노력하도록 기대했다.

#### 십팔나한 十八羅漢
본관 앞에 있는 보리광장 양측에 세워져 있는 십팔나한은 사리불 존자(舍利弗), 목건련 존자(目犍連) , 부루나 존자(富樓那) , 수보리 존자(須菩提) , 가전연 존자(迦旃延) , 대가섭 존자(大迦葉) , 아나율 존자(阿那律) , 우바리 존자(優波離) , 아난 존자(阿難) , 라후라 존자(羅睺羅) , 가류타이 존자(迦留陀夷) , 빈두로 존자(賓頭盧) , 주리반타가 존자(周利槃陀伽) , 연화색비구님(蓮華色比丘尼) , 대애도 비구님(大愛道比丘尼) , 묘현비구님(妙賢比丘尼) , 항룡나한 존자(降龍羅漢) 및 복호나한 존자(伏虎羅漢) 등을 포함한다.
이 조각상은 부처님의 십대제자를 주로 하고 아미타경(阿彌陀經)의 나한들하고 중국불교에서 자주 나타나는 항룡나한 존자와 복호나한 존자를 첨가하고 그중에 특별한 것은 연화색비구님, 대애도비구님, 묘현비구님 등 세 여성존자들을 포함된 것은 불광산개산종장이신 성운대사께서 비구니는 불교에 대해 많이 기부하기 때문에 바친 것을 살펴서 세분 여성존자들을 십팡나한 행렬에 올려 놓아 불교의 평등을 충분히 나타내는 것이다. 십팔나한은 다음과 같다.
1. 대가섭 존자 (두타제일) 大迦葉 (頭陀第一)
2. 목건련 존자 (신통제일) 目犍連 (神通第一)
3. 사리불 존자 (지혜제일) 舍利弗 (智慧第一)
4. 아나율 존자 (천안제일) 阿那律 (天眼第一)
5. 나후라 존자 (밀행제일) 羅睺羅 (密行第一)
6. 아난다 존자 (다문제일) 阿難陀 (多聞第一)
7. 가전연 존자 (논의제일) 迦旃延 (論議第一)
8. 가류타이 존자 (교화제일) 迦留陀夷 (教化第一)
9. 빈두로 존자 (복전제일) 賓頭盧 (福田第一)
10. 주리반타카 존자 (해탈제일) 周利槃陀伽 (解脫第一)
11. 우바리 존자 (지계제일) 優波離 (持戒第一)
12. 부루나 존자 (설법제일) 富樓那 (說法第一)
13. 수보리 존자 (해공제일) 須菩提 (解空第一)
14. 항룡나한 존자 降龍羅漢
15. 복호나한 존자 伏虎羅漢
16. 대애도비구님 (여성제자들 중에 승랍제일이고 부처님의 이모이시고 국모로 입도함, 비구님들의 으뜸임)大愛道比丘尼(女眾弟子中僧臘第一，佛陀的姨母、以國母之尊入道，為出家女眾之首)
17. 묘현비구님 (여성제자들 중에 숙명통제일) 妙賢比丘尼(女眾弟子中宿命通第一)
18. 연화색비구님 (여성제자들 중에 신통제일) 蓮華比丘尼(女眾弟子中神通第一)

#### 팔종조사 八宗祖師
불광산은 인간불교하고 팔종의 조파를 제창한다. 성운대사는 팔종조사의 품격을 통해 승려와 신도들의 처신함에 모범이 되도록 희망한다.

### 갤러리
- 성운대사는 “생활 속에 예술이 없으면 안 된다. 종교 또한 마찬가지이다.”라고 말씀하셨다. 본관 이 층에서는 네 개의 미술관이 있으며, 자매박물관과 유명 예술가들의 작품이 전시되고 있다.

## 교육
- 불관산 사대종지를 따라 교육을 통해 인재양성으로 발전하기 위해 불타기념관은 삼호운동을 주제로 교육 행사를 제공하고 각 학교, 교육단체는 신청을 가능하다.

## 박물관 교류
- 불타기념관은 국제박물관협회(ICOM)에서 인정을 받고 정식회원으로 되는 동시에 년마다 외국명사들이 끌어 오시게 되고 자주 방문하러 찾아오셨다.
- 중화문화를 제창하기 위해 불타기념관은 중국 각 박물관들하고 양안교류를 징행된다. 예를 들면 국제문물구, 산동문물구, 안후이박물관, 소주박물관, 국립역사박물관, 허베이성박물관, 후베이성박물관, 산시박물관 등과 자매결연 협약을 체결하였으며 중화문화를 보존하고 박물관 공공서비스를 제창한다.

## 수상 기록
- 2012년 11월 27일 제 13회 국가건축금상(國家建築金獎) 문화교육류 황금사자상
- 2013년 11월 22일 내정부에서 타이완 100개의 종교 경치로 입선
- 2014년 7월 1일 국제박물관협회(ICOM) 정식회원으로 됨
- 2014년 7월 15일 트립 어드바이저(Tripadvisor)의 2014년 트래블러즈 초이스 어워드 및 타이완 가오숑 경치 1위
- 2014년 10월 25일 가오숑시정부에서 받은 광광경치 년도 훌륭한 화장실수상
- 2014년 11월 13일 첫번쩨 종교단체하고 박물관으로써 에너지관리공단 ISO 50001 인증
- 2014년 12월 16일 행정원 환경보호구에서 뽑은 휼륭한 화장실
- 2015년 8월 10일 가오숑시정부 환경보호구에서 받은 베이스트 화장실 수상
- 2015년 10월 31일 가오숑시정부에서 받은 광광경치 년도 훌륭한 화장실수상 2위
- 2016년 1월 16일 제 5회 중국여행투자 아이디아상 중국베이스트 역사문화여행류 수상
- 2016년 5월 25일 트립 어드바이저(Tripadvisor)의 2016년 트래블러즈 초이스 어워드 및 타이완 십대 경치

## 영업 시간
- 관람시간

월, 수~금: 09:00 ~ 19:00 (본관: 18:00시까지)
주말 및 공휴일: 09:00 ~ 20:00(본관:19:00시까지)
*매주 화요일은 휴관일이다. 단, 청명 4월 4일(화) , 불광산 개산기념일 5월 16일(화)과 국제 도서전기간 11월 7일(화)에는 개관한다.
- 본관 관람시간

월, 수~금: 09:00 ~ 18:00
주말 및 공휴일: 09:00 ~ 19:00
- 설날 관람시간: 명절 당시에 사이트로 발표

## 찾아오시는 길

### 자가용 이용시
- 남하: 1번 국도 신쓰루(新市路) 구간 → 8번 국도→ 3번 국도 쫑랴우(中寮) 터널→ 10번 국도 지산(旗山)•따쑤(大樹) 방향의 지산(旗山)•따쑤(大樹)IC에서 나와서→ 29번 간선도로(省道)에서 우회전→불광산
- 북상: 가오슝(高雄) 종산(中山)•종졍(中正)•져우루(九如) IC에서 1번 국도로 나와서→ 띵찐(鼎金) IC에서10번 국도→ 10번 국도 지산(旗山)•따쑤(大樹) 방향→ 지산(旗山)•따쑤(大樹) IC에서 나와서→ 29번 간선도로(省道)에서 우회전→ 불광산

### 대중 교통
- 기차 이용시

가오슝(高雄) 기차역 앞에서8010 버스
펑산(鳳山) 기차역 앞에서 따쑤치부선(大樹祈福線) 버스
- 지하철 이용시

다동(大東) 역 앞에서 따쑤치부선(大樹祈福線) 버스
- 고속열차 이용시

쬬어 잉(左營) 역: 8501번(義大客運) 버스 (NT 70원) 및 하퍼 직행 버스 哈佛快線 (NT 70원)
- 버스 이용시
- 핑동(屏東) 버스 터미널에서 8026번 핑동(屏東) 버스